# Erich Langwiesner
Erich Langwiesner (* 8. Juli 1950 in Wels; eigentlich Erich Josef Langwiesner) ist ein österreichischer Schauspieler und Schriftsteller, der in Gmunden lebt.

## Leben und Wirken
Seine Ausbildung,  die er mit Diplom abschloss, erhielt Erich Langwiesner am Mozarteum in Salzburg. Anschließend war er ab 1968 in den verschiedensten Theatern engagiert, wie dem Staatstheater Oldenburg, Städtische Bühnen Osnabrück, den Bühnen Mainz und dem Stadttheater Aachen.
Seit 1987 ist er am Landestheater Linz tätig. In der Saison 2007/2008 spielte er u. a. den Ho-Gu in Johann Nestroys Häuptling Abendwind – oder Das greuliche Festmahl, den Seppl in Reinhard P. Grubers und Anton Presteles Heimatlos – Eine steirische Wirtshausoper in einem Rausch, den Kaiser Franz Joseph II in Ralph Benatzky Singspiel Im Weißen Rössl und auch in Eugène Ionescos Die kahle Sängerin.
Erich Langwiesner gründete 1998 das "Theater M.23", wo er einmal pro Jahr inszeniert.
Seit 1975 widmet er sich auch seiner schriftstellerischen Tätigkeit.
Politisch ist er für die Grünen Gmundens tätig.

## Auszeichnungen
- Kulturmedaille des Landes Oberösterreich (2009)[1]

## Veröffentlichungen
- Da war der Teufel los, Kinderbuch, Alano Verlag, Aachen, ISBN 3-924007-01-2
- Covern, Gedichte für Linz, Resistenz Verlag, Linz, ISBN 3-85285-013-4
- Spots, 25 Jahre Theatergedichte, Resistenz Verlag, Linz, ISBN 3-85285-051-7